# Organisation internationale de radiodiffusion et de télévision
 (décembre 2017).
Si vous disposez d'ouvrages ou d'articles de référence ou si vous connaissez des sites web de qualité traitant du thème abordé ici, merci de compléter l'article en donnant les références utiles à sa vérifiabilité et en les liant à la section « Notes et références ».
L’Organisation internationale de radiodiffusion et de télévision (en abrégé OIRT) (son nom officiel est en français) (également appelée Intervision) était une association professionnelle de radio-télédiffuseurs européens créée le 28 juin 1946 dans le but principal d'établir des liens et assurer un échange d'informations entre les différentes organisations responsables des services de radiodiffusion, la promotion des intérêts de la radiodiffusion, la recherche de la coopération internationale pour une solution à toute question relative à la radiodiffusion, et l'étude et le travail sur toutes les mesures ayant pour but le développement de la radiodiffusion.
Après la création de l'Union européenne de radio-télévision par une partie de ses anciens membres en 1950, elle devient l'association professionnelle des radio-télédiffuseurs est-européens, opérant le réseau Intervision à partir de 1961. Elle poursuit sa mission première de promotion de la radio-télédiffusion ainsi que la coopération internationale à travers l'échange d'informations et de productions entre les différents pays membres. Elle fusionne en 1993 avec l'union européenne de radio-télévision (UER).

## Histoire

### Origine
Sans la participation britannique, 26 membres de l'Union internationale de radiodiffusion (IBU), discréditée par son étroite collaboration avec l'Allemagne nazie, fondent à Bruxelles l'Organisation internationale de radiodiffusion (OIR) le 28 juin 1946. A cette conférence, la France est représentée par Jacques Meyer, administrateur général délégué de la radiodiffusion française. Le lendemain, à l'Assemblée générale de l'Union internationale de radiodiffusion, une tentative est menée pour dissoudre cette nouvelle association, mais la motion n'obtient pas la majorité requise. 18 membres sur 28 quittent donc l'IBU et deviennent cofondateurs de la nouvelle OIR qui s'installe dans le bâtiment de l'IBU à Bruxelles.
L'OIR est une organisation de 26 radiodiffuseurs intégrant tout autant des pays d'Europe occidentale qu'orientale. L'activité technique de recherche sur la radiodiffusion en vue d'en réduire les coûts reprend sous l'autorité de deux administrateurs qui codirigent l'organisation, l'un délégué par l'Union des républiques socialistes soviétiques et l'autre par la France. Cependant, la situation politique se dégrade peu à peu avec l'entrée dans la guerre froide qui a tôt fait de perturber les relations entre les deux « blocs », ce qui créé une situation de méfiance au sein du personnel du Centre technique.
En 1950, 11 membres (essentiellement occidentaux) quittent l'organisation pour former la nouvelle Union européenne de radio-télévision (UER), dont la Belgique, l'Égypte, la France, l'Italie, le Liban, le Luxembourg, le Maroc, Monaco, les Pays-Bas, la Tunisie et la Yougoslavie (qui était pourtant un pays socialiste).
Les organismes de radiodiffusion des pays suivants restent membres de l'OIR : l'Union des Républiques socialistes soviétiques, la République populaire d'Albanie, la République populaire de Bulgarie, la Finlande (pays neutre qui devient également membre de l'UER), la République populaire de Hongrie, la République populaire de Pologne, la République populaire de Roumanie, la République socialiste tchécoslovaque et la Syrie, auxquels se joint la République démocratique allemande en 1951, puis en 1967 la Mongolie.
En conséquence, le siège de l'OIR et son Centre technique sont transférés de Bruxelles à Prague en 1950. Les membres du personnel de la Belgique et d'autres pays occidentaux, dont certains avaient déjà été actifs avant la guerre, restent à Bruxelles dont le centre technique devient celui de la nouvelle UER. Malgré le départ de la France, l'organisation conserve son nom officiel en français.

### Intervision
Avec l'essor de la télévision, l'OIR devient l'Organisation internationale de radiodiffusion et de télévision (OIRT) et créé un réseau d'échange en 1961 appelé Intervision (en Russe : Интервидение, en bulgare : Интервизия, en polonais : Interwizja, en roumain : Interviziune, en tchèque : Intervize, en hongrois : Intervízió), sur le modèle de l'Eurovision créé en 1954 par l'UER.
Contrairement à l'UER, l'OIRT ne reste pas limitée aux pays européens et méditerranéens et agit depuis sa création en tant qu'organisation mondiale. Ainsi, les membres de l'organisation comprennent tous les pays alignés avec le bloc de l'Est, comme Cuba, le Vietnam, la République populaire de Chine et la Corée du Nord (bien que l'adhésion de ces derniers pays fut temporairement inactive après leur rupture avec l'URSS), ainsi que les alliés de l'URSS temporairement dirigé par des partis communistes, comme le Nicaragua et la République démocratique d'Afghanistan, et les états africains et du Moyen-Orient ayant été temporairement associés ou soutenus par le camp socialiste, comme le Mali, l'Algérie et le Soudan, et ceux cherchant une association étroite, comme l'Egypte, la Syrie et la République démocratique populaire du Yémen.
Entre 1977 et 1980, l'OIRT organise à Sopot (Pologne) quatre Concours Intervision de la chanson dans une tentative d'imiter le Concours Eurovision de la chanson.

### La fin
Après la chute du monde communiste en 1991, l'OIRT vit encore une année en accueillant les radiodiffuseurs publics issus de l'éclatement de l'URSS. Elle fusionne le 1er janvier 1993 avec l'Union européenne de radio-télévision dont tous ses anciens membres européens deviennent automatiquement membres actifs.

## Membres actifs
| Pays               | Organisme                                                                                   | Sigle     | Année d'adhésion | Année de sortie |
| ------------------ | ------------------------------------------------------------------------------------------- | --------- | ---------------- | --------------- |
| Afghanistan        | Radio Television Afghanistan                                                                | RTA       | 1978             | 1992            |
| Albanie            | Radio Televizioni Shqiptar                                                                  | RTSH      | 1946             | 1961            |
| Algérie            | Radiodiffusion télévision algérienne                                                        | RTA       | 1962             | 1970            |
| Allemagne de l'Est | Rundfunk der DDR                                                                            | DDR       | 1951             | 1990            |
| Allemagne de l'Est | Deutscher Fernsehfunk                                                                       | DFF       | 1952             | 1990            |
| Belgique           | Institut national de radiodiffusion                                                         | INR / NIR | 1946             | 1950            |
| Biélorussie        | Belaruskaja Tele-Radio Campanija                                                            | BTRC      | 1991             | 1993            |
| Bulgarie           | Bălgarsko Nationalno Radio                                                                  | BNR       | 1946             | 1993            |
| Bulgarie           | Bălgarska Nationalna Televizija                                                             | BNT       | 1959             | 1993            |
| Chine              | Radio Pékin                                                                                 | RP        | 1952             | 1961            |
| Chine              | Pékin TV                                                                                    | PTV       | 1954             | 1961            |
| Corée du Nord      | Comité central de la radiodiffusion de Corée                                                | KCBC      | 1953             | 1993            |
| Cuba               | Instituto Cubano de Radio y Televisión                                                      | ICRT      | 1962             | 1993            |
| Égypte             |                                                                                             |           | 1946             | 1950            |
| Estonie            | Eesti Raadio                                                                                | ER        | 1991             | 1993            |
| Estonie            | Eesti Televisioon                                                                           | ETV       | 1991             | 1993            |
| Finlande           | Yleisradio Oy                                                                               | Yle       | 1946             | 1993            |
| France             | Radiodiffusion française Radiodiffusion-télévision française                                | RDF / RTF | 1946             | 1950            |
| Hongrie            | Magyar Rádió                                                                                | HU        | 1946             | 1993            |
| Hongrie            | Magyar Televízió                                                                            | MTV       | 1952             | 1993            |
| Italie             | RAI-Radiotelevisione Italiana                                                               | RAI       | 1946             | 1950            |
| Lettonie           | Latvijas Radio                                                                              | LR        | 1991             | 1993            |
| Lettonie           | Latvijas Televīzija                                                                         | LTV       | 1991             | 1993            |
| Liban              | Radio Orient                                                                                | RO        | 1946             | 1950            |
| Lituanie           | Lietuvos nacionalinis radijas ir televizija                                                 | LRT       | 1991             | 1993            |
| Luxembourg         | Compagnie luxembourgeoise de radiodiffusion                                                 | CLR       | 1946             | 1950            |
| Maroc              | Radio Maroc                                                                                 | RM        | 1946             | 1950            |
| Moldavie           | Teleradio-Moldova                                                                           | TRM       | 1991             | 1993            |
| Monaco             | Radio Monte Carlo                                                                           | RMC       | 1946             | 1950            |
| Nicaragua          | Sistema Sandinista de Televisión                                                            | SSTV      | 1984             | 1990            |
| Pays-Bas           | Nederlandse Publieke Omroep                                                                 | NPO       | 1946             | 1950            |
| Pologne            | Polskie Radio                                                                               | PR        | 1946             | 1993            |
| Pologne            | Telewizja Polska                                                                            | TVP       | 1952             | 1993            |
| Roumanie           | Societatea Română de Radiodifuziune                                                         | ROR       | 1946             | 1993            |
| Roumanie           | Televiziunea Română                                                                         | TVR       | 1956             | 1993            |
| Russie             | Radio Dom Ostankino : - Radio Mayak (MK) - Radio Orpheus (OP) - Radio Voice of Russia (VOR) | RDO       | 1991             | 1993            |
| Russie             | Kanal Ostankino                                                                             | C1        | 1991             | 1993            |
| Russie             | RossijskoeTeleradio                                                                         | RTR       | 1991             | 1993            |
| Syrie              | Organisme de la Radio-Télévision Arabe Syrienne                                             | ORTAS     | 1946             | 1993            |
| Union soviétique   | Vsesoyuznoye radio                                                                          |           | 1946             | 1991            |
| Union soviétique   | Tsentral'noye televideniye SSSR                                                             | TsT SSSR  | 1946             | 1991            |
| Tchécoslovaquie    | Československý rozhlas                                                                      | ČSR       | 1946             | 1992            |
| Tchécoslovaquie    | Československá televize                                                                     | ČST       | 1957             | 1992            |
| Tunisie            | Radio Tunis                                                                                 | RT        | 1946             | 1950            |
| Ukraine            | Natsionalna Radiokompanya Ukraïny                                                           | NRU       | 1991             | 1993            |
| Ukraine            | Natsionalna Telekompaniya Ukraïny                                                           | NTU       | 1991             | 1993            |
| Viêt Nam           | Voix du Vietnam                                                                             | VOV       | 1956             | 1993            |
| Viêt Nam           | Télé-Viêt Nam                                                                               | VTV       | 1976             | 1993            |
| Yémen du Sud       | Aden Radio                                                                                  |           | 1971             | 1990            |
| Yémen du Sud       | Aden channel                                                                                |           | 1971             | 1990            |
| Yougoslavie        | Jugoslovenska Radio-Televizija                                                              | JRT       | 1946             | 1950            |

## Membres associés
| Pays                 | Organisme                                                                                       | Sigle | Année d'adhésion | Année de sortie |
| -------------------- | ----------------------------------------------------------------------------------------------- | ----- | ---------------- | --------------- |
| Allemagne de l'Ouest | Arbeitsgemeinschaft der öffentlich-rechtlichen Rundfunkanstalten der Bundesrepublik Deutschland | ARD   | 1988             | 1993            |
| Allemagne de l'Ouest | Zweites Deutsches Fernsehen                                                                     | ZDF   | 1988             | 1993            |
| Mongolie             | Mongolian National Broadcaster                                                                  | MNB   | 1967             | 1993            |

### Compléments
À noter que la Yougoslavie, qui était pourtant un pays socialiste, n'a jamais été membre de l'OIRT (Intervision), mais était affiliée à l'UER (Eurovision) de 1950 à 1992.
Contrairement à l'Europe de l'Ouest, les pays affiliés diffusaient en FM sur la bande OIRT de 65,8  à   74 MHz, avec une exception en Allemagne de l'Est, ce pays a toujours utilisé les fréquences de 87,5  à   100 MHz, puis plus tard jusqu'à 104 MHz.